# Juan Domingo González de la Reguera
Juan Domingo González de la Reguera (*Comillas, Cantabria, 1720 – † Lima, 1805) fue un sacerdote español, que llegó a ser el XVI Arzobispo de Lima.

## Biografía

### Primeros años y formación
Hijo de Tomás González de la Reguera y María Pomar, nació el 21 de julio de 1720. Cursó estudios en la Universidad de Salamanca; y pasó a Lima, accediendo tal vez a una invitación de su tío, el padre Pedro Cotera, prior del conventillo benedictino de Monserrate (1745-1759). Ejerció el comercio, con variable fortuna. Fue secretario del Obispo de Trujillo Gregorio de Molleda y Clerque,  a quien siguió a Charcas cuando fue promovido a Arzobispo de La Plata; y en tanto que administraba la casa del prelado, completó su formación religiosa. Inició su ministerio en el curato de Talavera de Puna y luego en el de Oruro; fue visitador general de aquella arquidiócesis; regentó la parroquia de la Concepción, en Potosí; y fue incorporado al Cabildo Diocesano de Arequipa como racionero (31 de mayo de 1768). Con igual investidura, fue destinado al coro metropolitano de Lima (7 de septiembre de 1772); y en esta ciudad representó al Cabildo de Arequipa durante el VI Concilio Provincial Limense (1772). Promovido a una canonjía de merced (19 de febrero de 1773). 

## Episcopado

### Obispo de Santa Cruz de la Sierra
Fue nombrado por el Papa Pío VI como Obispo de Santa Cruz de la Sierra (1777).

### Arzobispo de Lima
Finalmente fue nombrado Arzobispo de Lima (1780). Tomó posesión de esta iglesia el 15 de febrero de 1782. Este mismo año inició su visita pastoral recorriendo Carabayllo, Santa Rosa de Quives, Arahuay y la provincia de Canta; Chancay, Cajamarca, Huaylas, Conchucos, Huamalíes, Huánuco, Tarma y Jauja, descendiendo por Yauyos y Cañete. Entregó al clero diocesano las doctrinas de Aucallama, Chavín de Huantar, San Miguel de Huáscar, Matahuasi, Sincos, Huarco, Huañec, Lampián, Moro y Chongos. Dio instrucciones muy concretas a los nuevos párrocos sobre catequesis, asentamiento de bautismos y matrimonios y padrones generales de la feligresía, lo que también se hizo en las parroquias urbanas de Lima. Así comprobó que en la ciudad de Lima vivían 63,331 almas y en el resto de la arquidiócesis 383,713.
Convirtió las parroquias de esa época en verdaderos centros de cultura y enseñanza. Renovó las licencias del clero de Lima, luego de examinarlos. Mejoró el Seminario de Santo Toribio. Las religiosas, disminuidas en número, fueron obligadas a que redujesen las criadas a su servicio y a que expulsaran de los claustros a las mujeres no consagradas con votos. Reglamentó el uso de las campanas y la costumbre de los funerales aparatosos y lutos excesivos. Concluyó la refacción de la catedral, iniciada en 1755.

### Fallecimiento
En general, gobernó su arquidiócesis con ecuanimidad, intentando moderar las ostentaciones en los actos religiosos y cautelando la solidez doctrinaria de los clérigos. Falleció el 8 de marzo de 1805.

### Honor
En la torre izquierda de la Catedral de Lima estaba la campana llamada Cantabria, colocada en 1798, que pesaba 300 quintales, y que sin duda fue nombrada así en honor a la tierra nativa de este ilustre comillano.